# 南博阿埃斯佩兰萨
南博阿埃斯佩兰萨是巴西圣保罗州的一个市镇。总面积691.017平方公里，总人口13238人，人口密度19.2人/平方公里。